# Synagoga w Wodzisławiu
Synagoga w Wodzisławiu – synagoga znajdująca się w Wodzisławiu przy placu między ulicami Ariańską i Okopową.

## Historia
Synagoga została zbudowana w pierwszej połowie XVII wieku. Początkowo przypuszczano, że synagoga została wybudowana w drugiej połowie XVI wieku jako zbór kalwiński i dopiero około 1620 oddana wodzisławskiej gminie żydowskiej, lecz ostatnie badania nie potwierdziły tych przypuszczeń.
W latach 40. XVIII wieku synagoga została przebudowana. W ramach przebudowy m.in. zostało dobudowane sklepienie babińca. Podczas II wojny światowej hitlerowcy zdewastowali synagogę, a następnie urządzili w niej magazyn. Po zakończeniu wojny budynek synagogi przebudowano na spichlerz, zburzono wówczas ścianę dzielącą salę główną i babiniec oraz podzielono wnętrze drewnianymi stropami na trzy kondygnacje. Istniejące okna częściowo zamurowano i wybito dodatkowe okna w przyziemiu i na poddaszu.
W 1967 budynek synagogi został wpisany do rejestru zabytków nieruchomych (nr rej.: A.171 z 23.06.1967).
W 1975 zamierzano w synagodze otworzyć gminny ośrodek kultury i rozpoczęto w tym celu prace remontowe, które po krótkim czasie przerwano. W 1987 podczas wichury zerwał się dach bożnicy i od tego czasu popadała ona w ruinę. W 1996 podjęto próbę pozyskania funduszy na odbudowę synagogi, niestety bez powodzenia. Obecnie budynek pozostaje w stanie ruiny.
W lipcu 2007 Ministerstwo Kultury i Dziedzictwa Narodowego przekazało ponad 200 tysięcy złotych na zabezpieczenie ruin synagogi.

## Architektura
Murowany z cegły i kamienia orientowany budynek synagogi wzniesiono na planie prostokąta, z przyporami wspierającymi ściany. Pierwotnie wewnątrz we wschodniej części mieściła się prostokątna sala główna o wymiarach ok. 12,0 × 15,0 m i wysokości do stropu ok. 10,0 m, z której obecnie zachowały się jedynie mury obwodowe oraz ślady bimy, sala pozbawiona jest sklepienia i jakichkolwiek detali wnętrza. Okna osadzono w połowie grubości muru w głębokich rozglifieniach, rozmieszczone po trzy w ścianie południowej i północnej i dwa w ścianie wschodniej, nad którymi powyżej wnęki aron ha-kodesza znajduje się niewielki oculus. W zachodniej części synagogi mieścił się przedsionek, nad którym znajdował się babiniec i pomieszczenia kahału. Pierwotnie synagoga była kryta wysokim, czterospadowym dwukondygnacyjnym dachem łamanym polskim podbitym gontem, a w okresie międzywojennym blachą.

## Galeria zdjęć

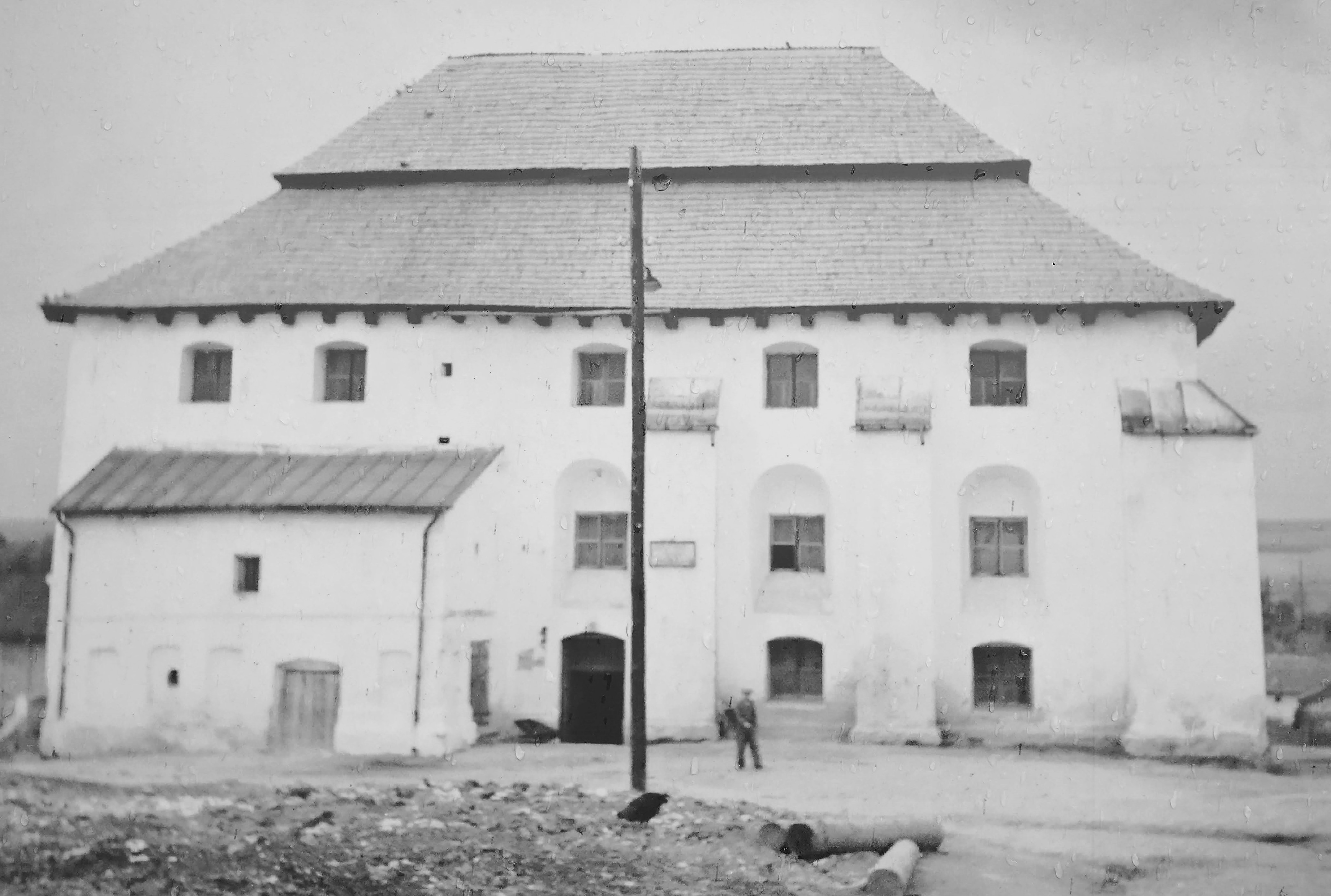
Widok sprzed II wojny światowej
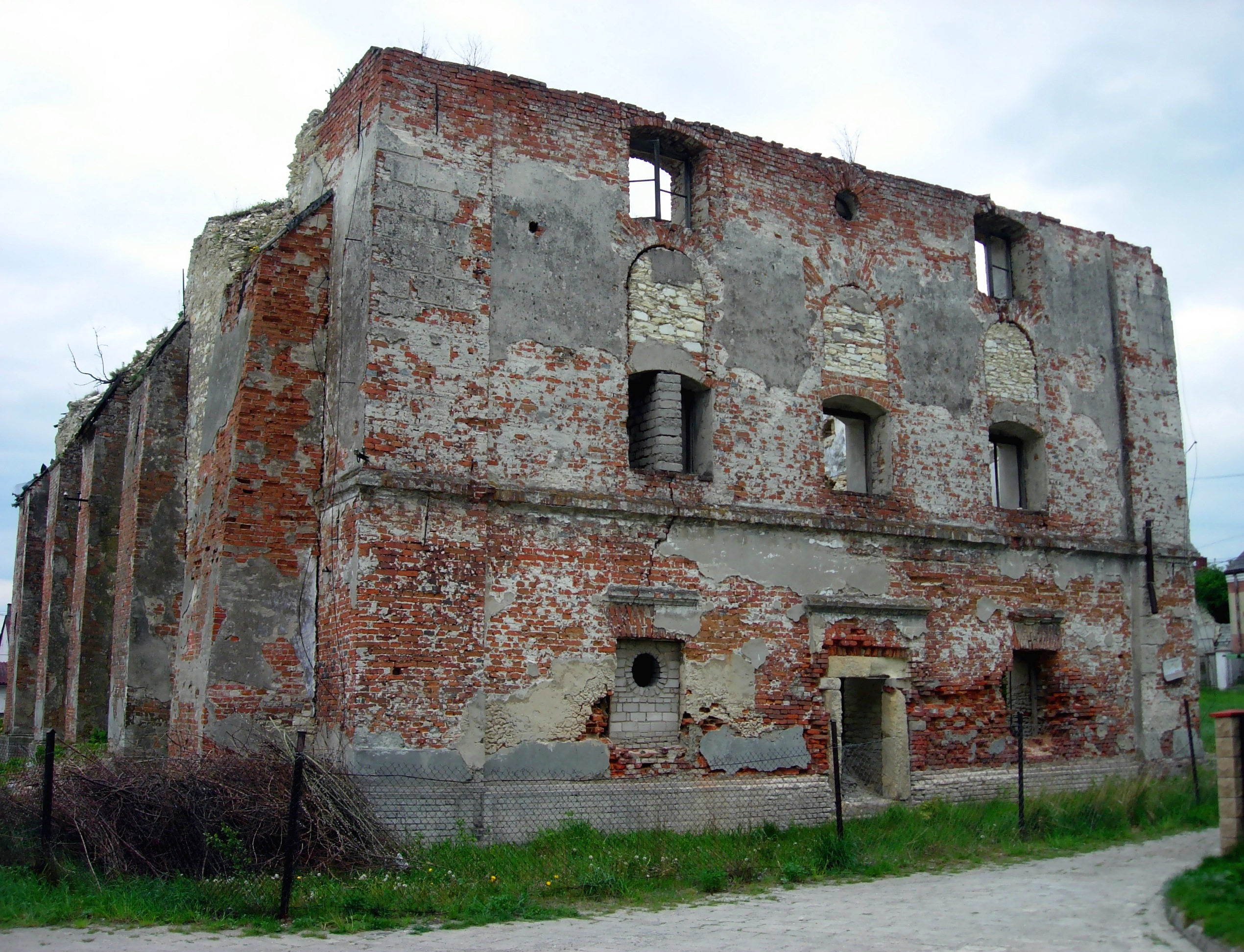
Wodzisław, powiat jedrzejowski. Synagoga A.171 (3).jpg
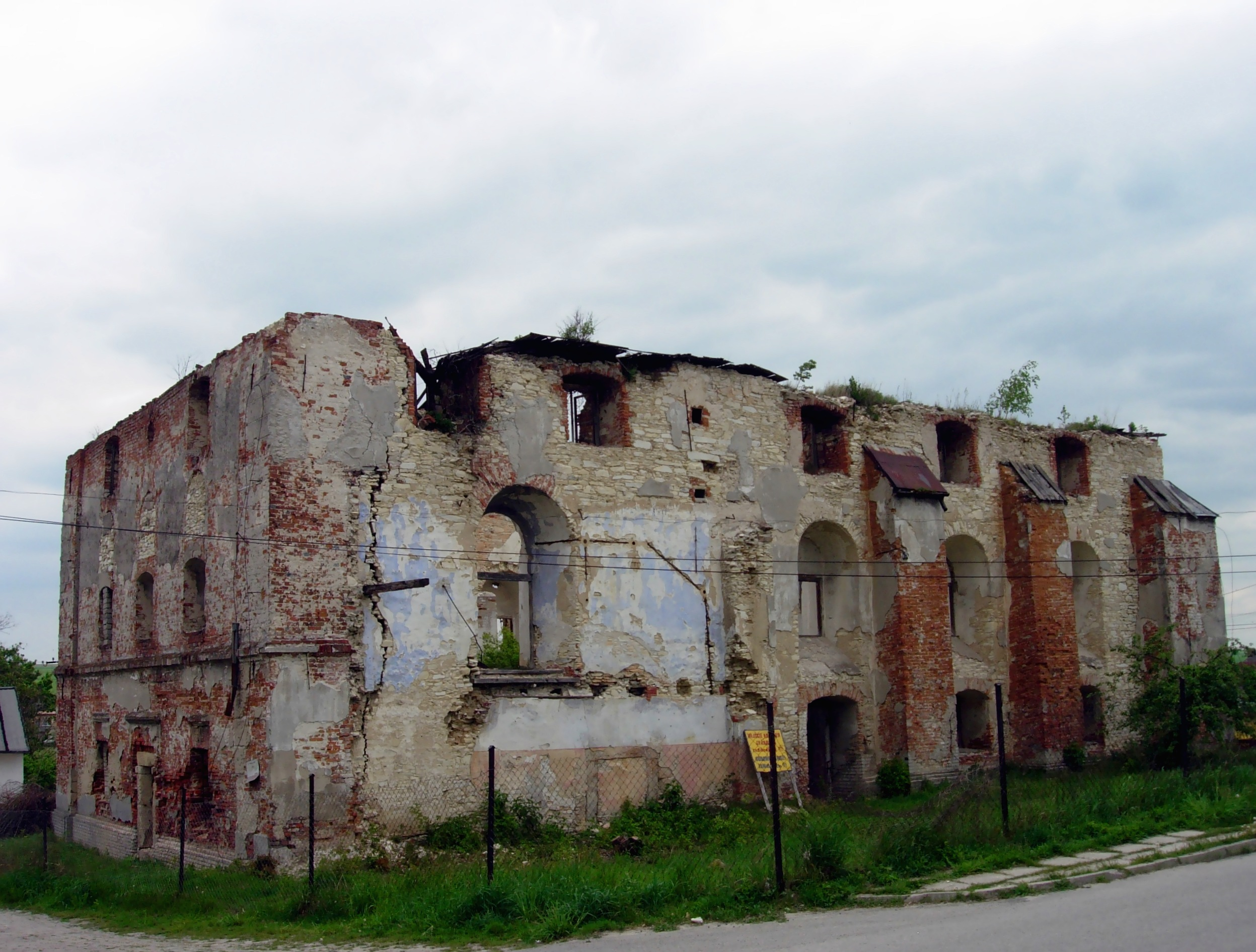
Ruiny synagogi
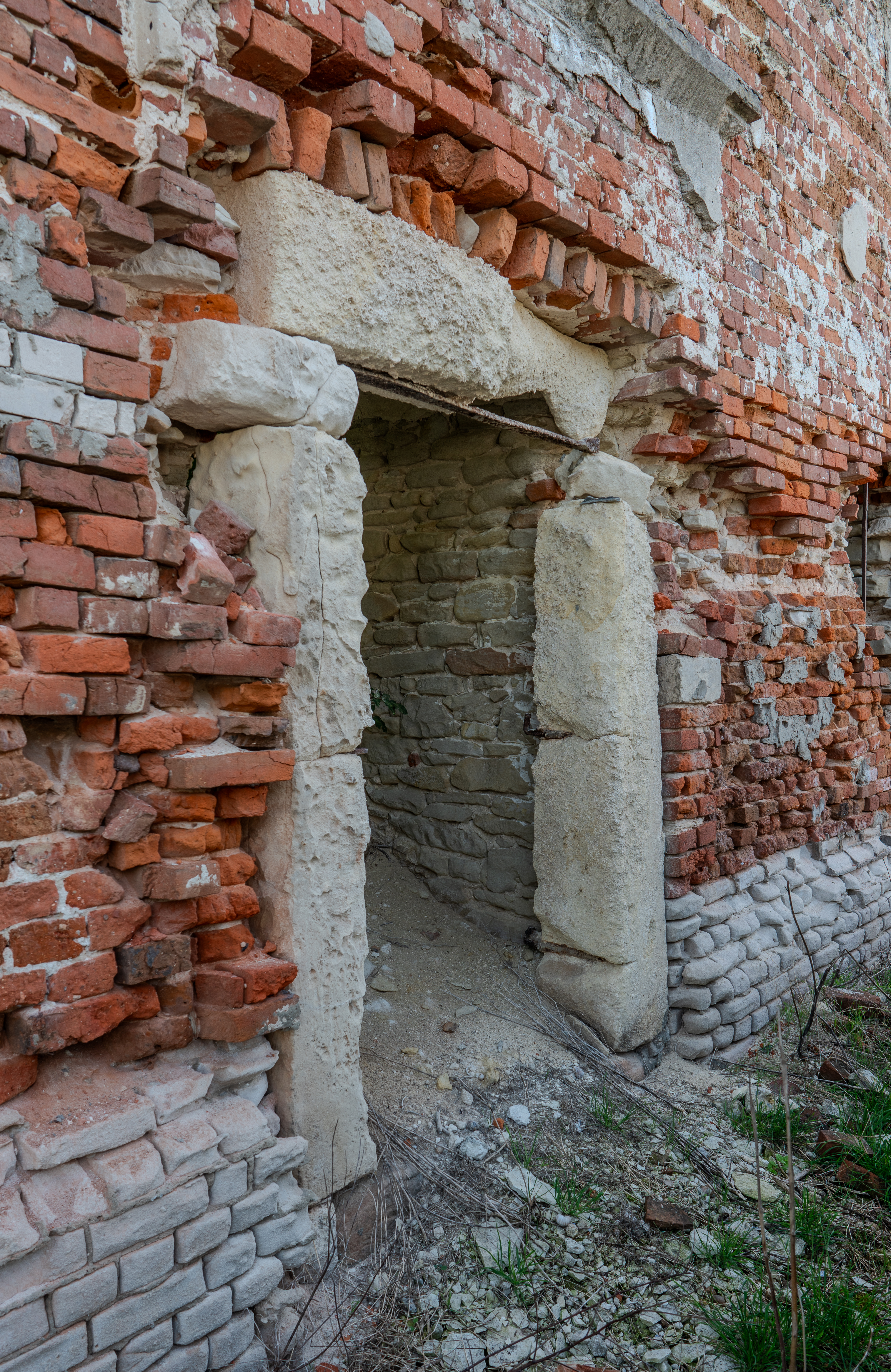
Ruiny synagogi portal
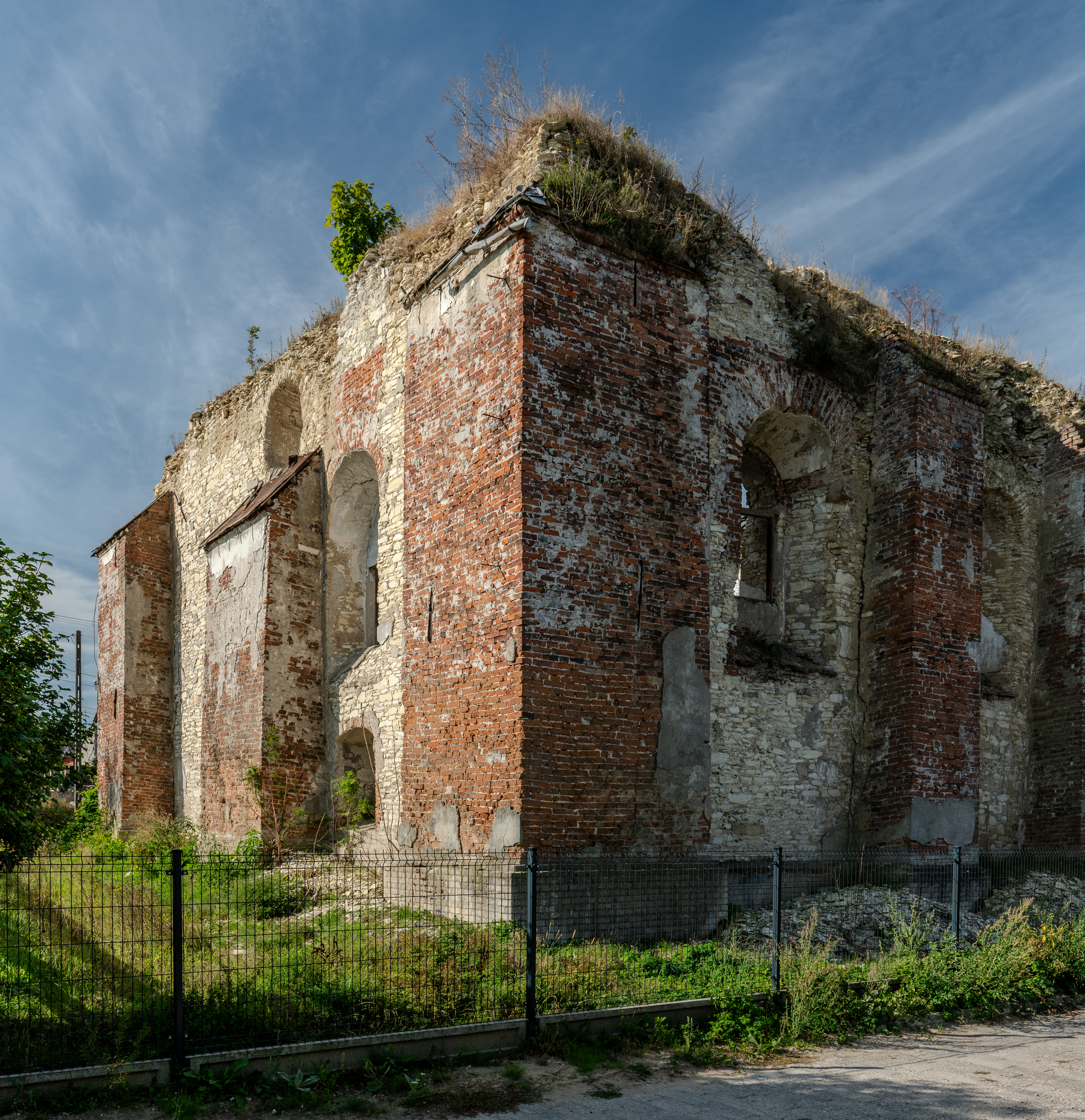
Ruiny synagogi